# Міст-маршрутизатор
Міст-маршрутиза́тор (Bridge-router, brouter) — Пристрій для зв'язку мереж. Поєднує властивості моста і маршрутизатора. Виконує функції маршрутизації для протоколів, що підтримують маршрутизацію і функції моста для протоколів, що не підтримують маршрутизацію, надаючи, таким чином, економічніший і гнучкіший в керуванні засіб для взаємодії мереж у порівнянні з окремо взятими мостом і маршрутизатором.